# Učka
za naselje glej Vela Učka in Mala Učka
Učka (ital. Monte Maggiore) je okrog 20 km dolg, ozek gorski greben nad vzhodno istrsko obalo in Reškim zalivom (Hrvaška).
Učka je najvišja gora v Istri in se zaradi poraščenosti z gozdovi razlikuje od drugih jadranskih obmorskih gora. Vzpenja se nad Opatijsko riviero. Njen najvišji vrh, imenovan Vojak (1401 mnm), je sicer neporaslo pobočje s kamnitim razglednim stolpom (visok je 5 m), zgrajenim leta 1911, ki predstavlja najboljšo razgledno točko v Istri. Ob lepem vremenu je z vrha Učke mogoče videti večino polotoka Istra, otoke Cres, Lošinj (Lošinjski arhipelag), Krk, Kvarnerski zaliv, Gorski kotar, Velebit, Čičarijo, Tržaški zaliv, Julijske Alpe in italijanske Dolomite.
Na prelazu Poklon (922 m) na stari cesti Reka–Pazin je več turističnih objektov. Skozi masiv Učke je po istoimenskem predoru speljana hitra cesta, ki je del Istrskega ipsilona.

## Zanimivosti
Asteroid 1996 DG2, ki so ga leta 1996 odkrili v observatoriju Višnjan, je dobil ime 9657 Učka.